# Fou à pieds rouges
Sula sula
Espèce
Statut de conservation UICN

 LC  : Préoccupation mineure
Le Fou à pieds rouges (Sula sula) est une espèce d'oiseaux marins appartenant à la famille des Sulidae.

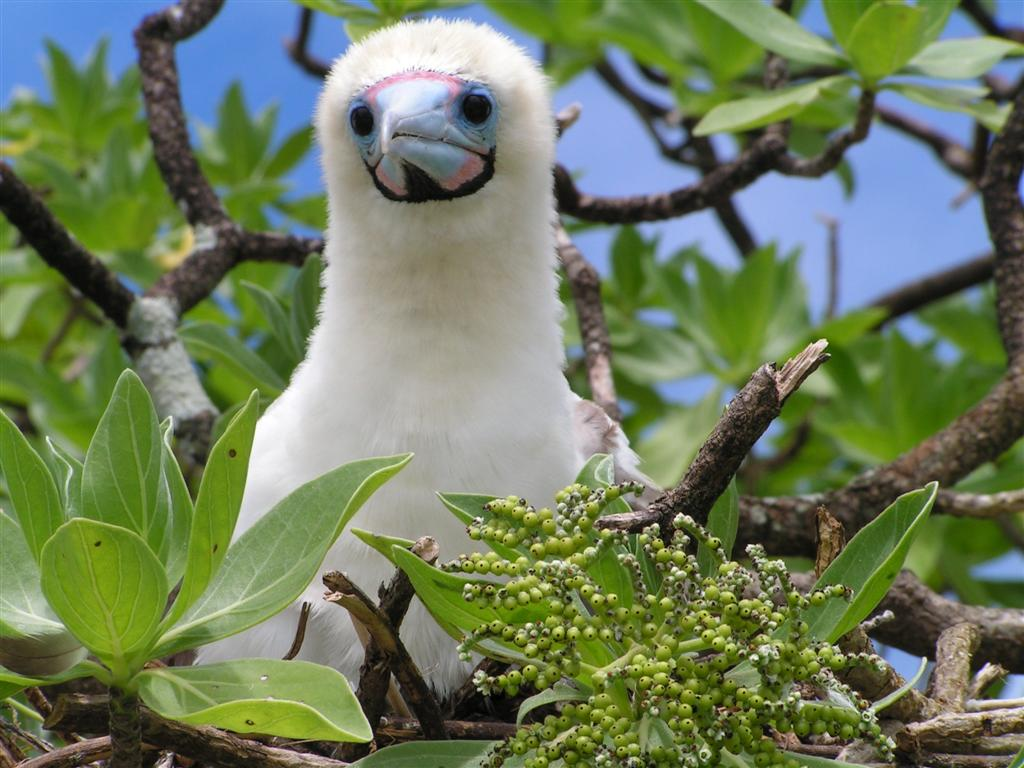
Poussin au nid sur un veloutier (Tournefortia argentea).

## Répartition
Cette espèce niche sur les îles et les côtes océaniques tropicales. Elle hiverne en mer.

## Nidification
Il est rare d'observer cet oiseau loin des sites de reproduction, où il se rassemble en grandes colonies. L'œuf unique, de couleur bleu pâle, est pondu dans un nid de branchages sur un arbre. Il est couvé par les 2 parents pendant 44 à 46 jours. Le jeune oiseau peut attendre jusqu'à trois mois avant de pouvoir voler pour la première fois, et jusqu'à cinq mois avant de véritablement faire de longs vols.
Les couples de fous à pieds rouges peuvent rester ensemble pendant plusieurs saisons. Ils pratiquent des rituels de salutation élaborés, comprenant des cris rauques. Les mâles gonflent leur gorge bleue.

## Description

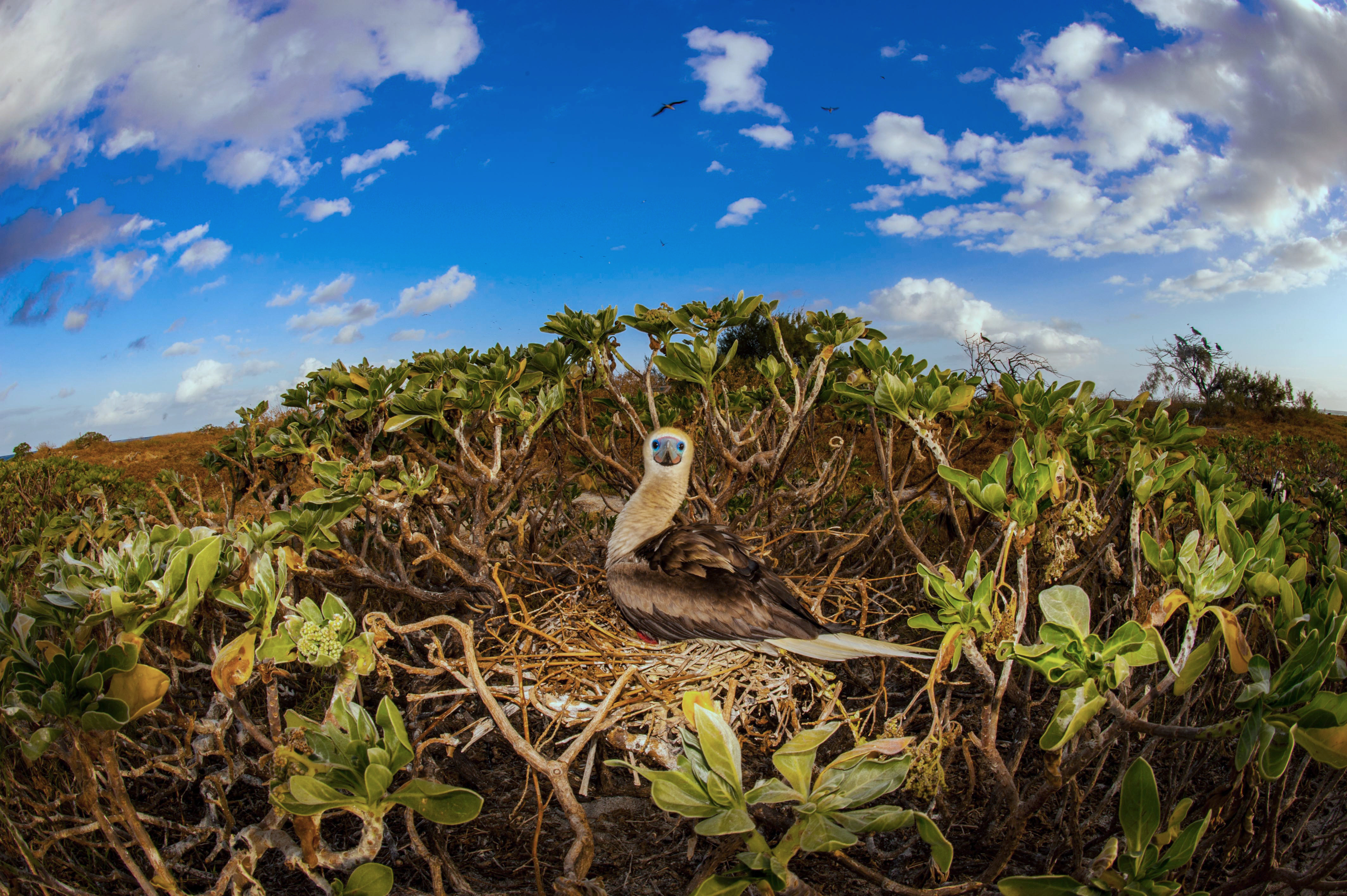
Un fou à pieds rouges couvant ses œufs sur l'île Longue des récifs de Chesterfield en Nouvelle-Calédonie (Photo: Bastien Preuss)

C'est le plus petit des fous, (longueur : 71 cm / envergure : 137 cm). Il possède des pattes rouges. Le bec et la gorge sont colorés de rose et de bleu. Il existe chez cette espèce deux types de plumage:  blanc (sauf les rémiges qui sont noires) ou brun (sauf la queue et le bas du ventre qui sont blancs, la forme pacifique est entièrement brune). Les deux types peuvent coexister, comme cela est le cas dans la colonie de l'île St Giles (Trinité-et-Tobago).
Les sexes sont semblables, mais les juvéniles sont grisâtres avec des ailes plus brunes et des pattes roses.

## Alimentation
Les fous à pieds rouges sont des plongeurs spectaculaires, pénétrant dans l'eau à très grande vitesse. Ils se nourrissent principalement de petits poissons et de calmars. Bien qu'agiles et puissants en vol, ils sont maladroits à l'envol et à l'atterrissage.

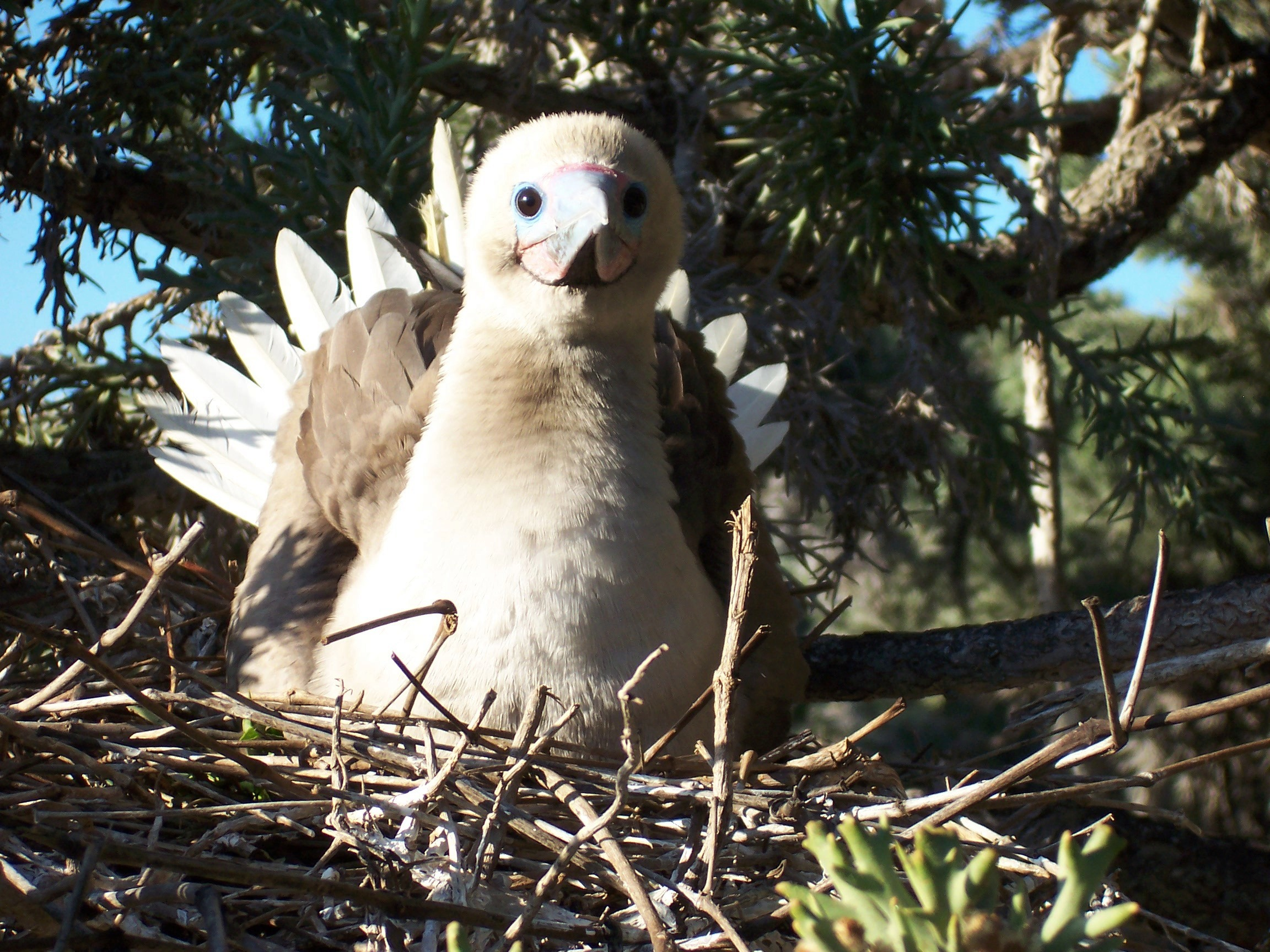
Fou à pieds rouges (plumage brun) au nid à l'île Europa sur un euphorbe arborescent (Euphorbia stenoclada)

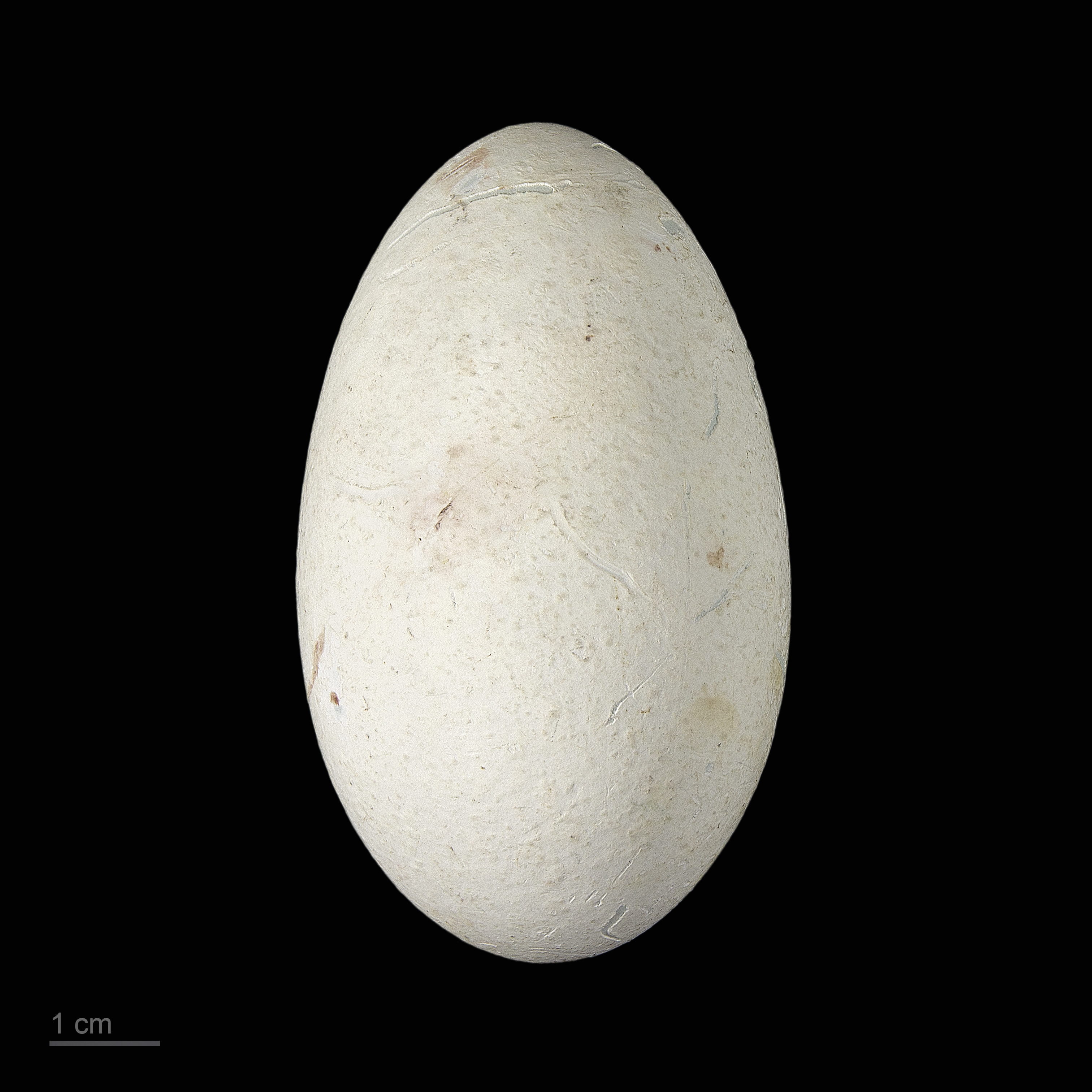
Sula sula - MHNT

## Sous-espèces
D'après la classification de référence (version 14.1, 2024) de l'Union internationale des ornithologues, le Fou à pieds rouges possède 3 sous-espèces (ordre philogénique) :
- Sula sula sula (Linnaeus, 1766) ;
- Sula sula rubripes Gould, 1838 ;
- Sula sula websteri Rothschild, 1898.